# Maximilien de Hohenberg
Maximilien de Hohenberg, né Maximilian Karl Franz Michael Hubert Anton Ignatius Joseph Maria Fürst von Hohenberg le 29 septembre 1902 à Vienne et mort le 8 janvier 1962 dans la même ville, est une personnalité autrichienne, fils de François-Ferdinand d'Autriche et de Sophie Chotek, duchesse de Hohenberg. Il est titré duc de Hohenberg en 1917.

## Biographie
Maximilien est le deuxième des trois enfants de François-Ferdinand de Habsbourg et de Sophie, princesse de Hohenberg. Après l'assassinat de ses parents à Sarajevo le 28 juin 1914, il est recueilli avec son frère et sa sœur par leur belle-grand-mère Marie-Thérèse de Bragance, veuve de leur grand-père paternel, l'archiduc Charles-Louis d'Autriche (frère cadet de l'empereur et roi François-Joseph Ier), qui les élève avec l'aide de leur oncle maternel, le prince Jaroslav de Thun et Hohenstein. Les propriétés de sa famille, dont le château de Konopiště, ayant été confisquées par les autorités du nouvel État tchécoslovaque, il vit, avec sa sœur et son frère, entre Vienne et le château d'Artstetten, où reposent leurs parents. À partir de 1919, une loi interdit les titres de noblesse ainsi que la particule « von », en conséquence en Autriche son nom est Maximilien Hohenberg.
En 1926, il épouse Élisabeth de Walburg de Wolfegg et Waldsee.
Six enfants sont issus de cette union :
- François-Ferdinand de Hohenberg, prince de Hohenberg (1927-1977), il épouse en 1956 Élisabeth de Luxembourg (1922-2011), d'où deux filles.
- Georges de Hohenberg, prince de Hohenberg (1929-2019), il épouse en 1960 la princesse Éléonore d'Auersperg (1928-1998), d'où trois enfants.
- Albert de Hohenberg (1931-2021), il épouse en 1962 la comtesse Léontine de Cassis-Faraone (née en 1933), d'où postérité.
- Jean de Hohenberg (1933-2003), il épouse en 1969 Élisabeth Meilinger de Weyerhof-Rehrl (née en 1947), d'où postérité.
- Pierre de Hohenberg (1936-2017), il épouse en 1970 Christine-Marie Meilingen de Weherhof-Rehrl (née en 1945), d'où postérité.
- Gérard de Hohenberg (1941-2019).

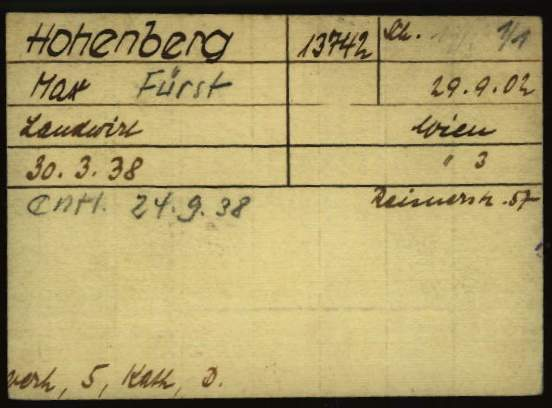
Carte d'enregistrement de Maximilien de Hohenberg en tant que prisonnier dans le camp de concentration nazi de Dachau

En 1938, au moment de l'Anschluss, Maximilien arrêté par la Gestapo est déporté avec son frère Ernest au camp de Dachau, où ils sont chargés de la corvée des latrines, une humiliation voulue par les nazis suivant la réflexion d'Hermann Goering « la merde de la nouvelle Allemagne. »
Parvenu à survivre à l'horreur du camp il est libéré au bout de quelques mois en 1943, mais il ne peut retourner au château d'Artstetten, Hermann Goering ayant fait main basse sur le château des Hohenberg.
Après la libération de l'Autriche en 1945, les habitants d'Artstetten l'élisent maire, fonction qu'il occupe pendant dix ans.
Mort en 1962 à Vienne, il est inhumé dans la crypte du château d'Artstetten, auprès de ses parents.